# Jugendweihe

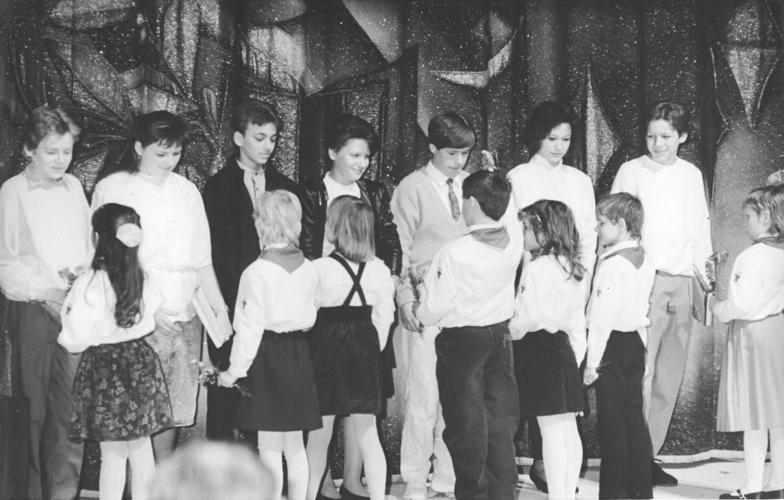
Jugendweihe i Berlin 1989.

Jugendweihe, form av sekulär konfirmation som uppstod i Tyskland under romantiken. Den blev mycket vanlig i Östtyskland där den fungerade som en ateistisk och socialistisk variant till kristen konfirmation. Sedan Tysklands återförening har den sjunkit i popularitet avseevärt. 
Eftersom begreppet Jugendweihe delvis belastas av sitt DDR-förflutna, finns numer också sekulär konfirmation som kallas Jugendfeier. 